# Елизаров, Александр Андреевич
Александр Андреевич Елизаров (1892, Москва — ?) — российский легкоатлет, выступавший в беге на средние дистанции. Участник летних Олимпийских игр 1912 года.

## Биография
Родился в 1892 году в Москве.
Выступал в легкоатлетических соревнованиях за Сокольнический клуб лыжников из Москвы. В 1911 году завоевал серебряную медаль чемпионата России в беге на 1500 метров с результатом 4 минуты 28,0 секунды, уступив 3 секунды москвичу Николаю Харькову.
В 1912 году вошёл в состав сборной России на летних Олимпийских играх в Стокгольме. В беге на 800 метров занял 5-е место в четвертьфинальном забеге. В беге на 1500 метров занял 6-е в предварительном забеге. Кроме того, наряду с Григорием Воронковым, Дмитрием Назаровым, Михаилом Никольским и Николаем Харьковым был заявлен в командном беге на 3000 метров, но сборная России не вышла на старт.
На Первой российской олимпиаде в 1913 году завоевал бронзовую медаль в беге на дистанции 1500 метров (4 минуты 30 секунд).
Участвовал в праздновании 40-летия советской легкой атлетики в 1958 году.
О дальнейшей жизни данных нет.